# Мандрија (Торино)
Мандрија је насеље у Италији у округу Торино, региону Пијемонт.
Према процени из 2011. у насељу је живело 65 становника. Насеље се налази на надморској висини од 216 м.